# Antonio de Bellis
Pour les articles homonymes, voir Bellis (homonymie).
Antonio de Bellis, né vers 1616 à Naples (Campanie), mort au XVIIe siècle, est un peintre italien.

## Biographie
Antonio de Bellis est un peintre italien qui fut actif à Naples. De lui on ne sait à peu près rien, si ce n’est qu’il fut actif de 1630-1635 à 1655-1660, durant la période baroque. Il a peint un cycle de tableaux représentant la Vie de saint Charles entre 1636 et 1638, œuvres qui se trouvent dans l’église San Carlo alle Mortelle de Naples. Il fut un élève de Massimo Stanzione.

## Collections publiques
- Saint Sébastien soigné par Sainte Irène, vers 1620-1630, huile sur toile, 154 × 129 cm, musée des Beaux-Arts de Lyon ;
- Saint Sébastien soigné par Sainte Irène, huile sur toile, 78 × 62 cm, musée de Louviers. (attr.)[2]
- Saint Sébastien évanoui, vers 1640-1645, huile sur toile0,131 × 106 cm, musée des Beaux-Arts d'Orléans[3] ;
- Saint Pierre sauvé des eaux, vers 1650-1655, huile sur toile0,184 × 196 cm, Avignon, musée Calvet.

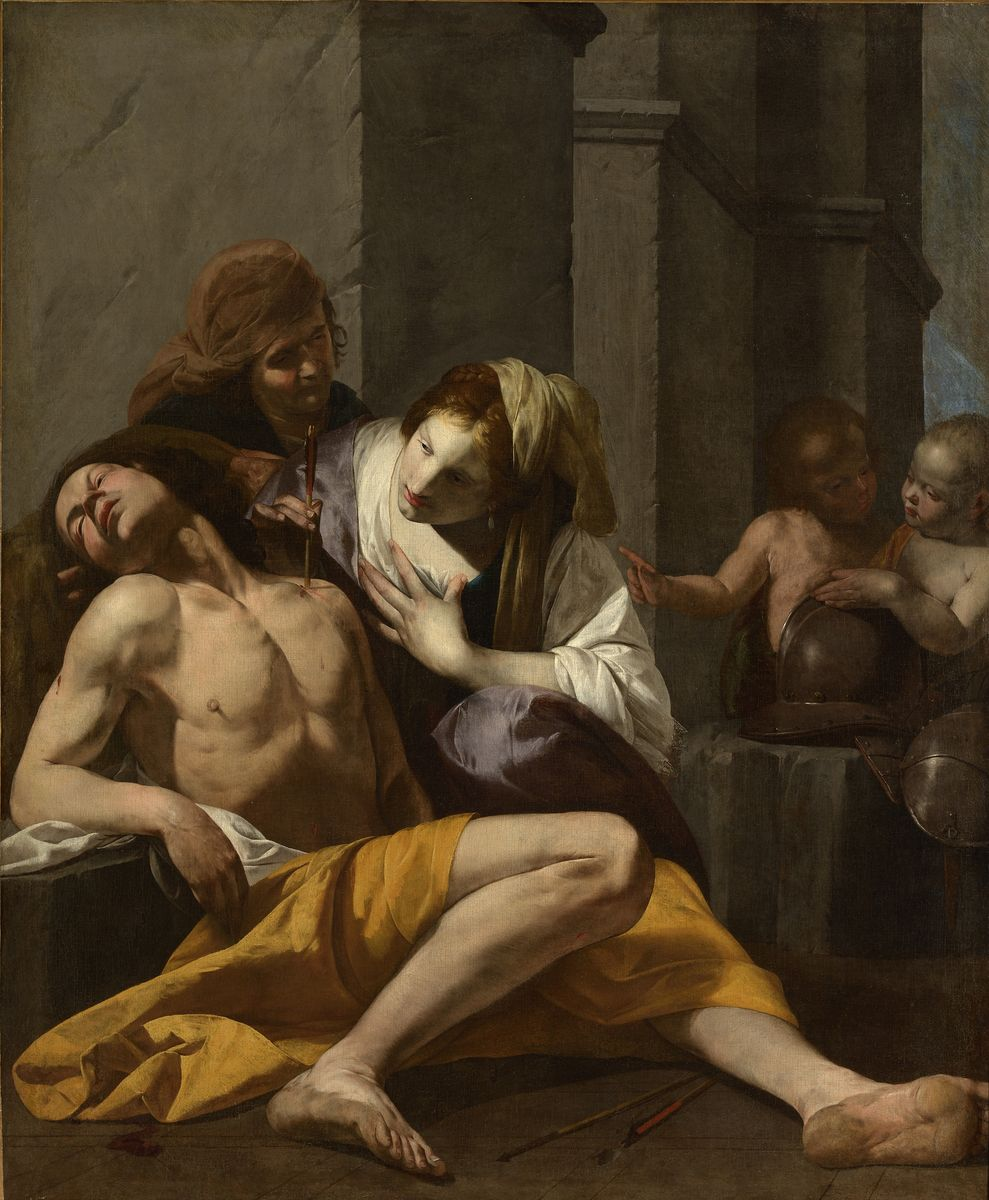
Saint Sébastien soigné par Sainte Irène, 1640-1645, huile sur toile, 154 × 129 cm, Musée du Louvre, en dépôt au musée des Beaux-Arts de Lyon.
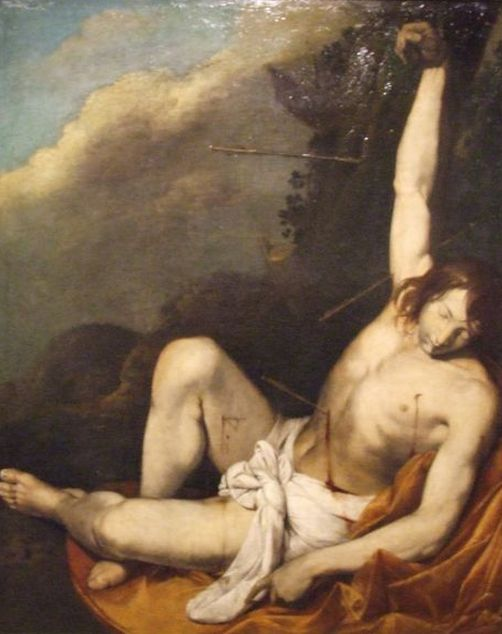
Saint Sébastien évanoui, 1640-1645, huile sur toile, 131 × 106 cm, musée des Beaux-Arts d'Orléans.
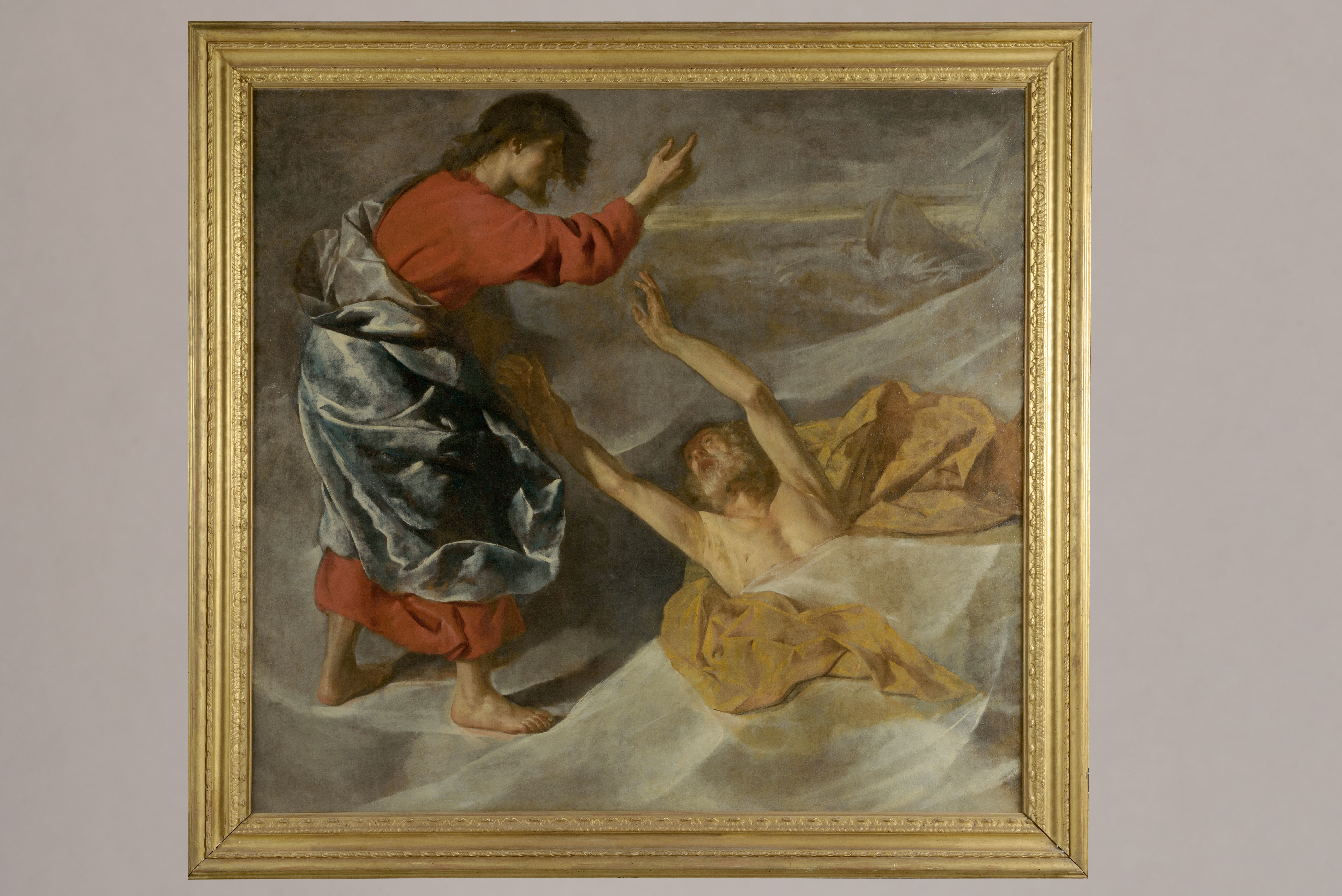
Saint Pierre sauvé des eaux, 1650-1655, huile sur toile, 184 × 196 cm, Avignon, Musée Calvet.
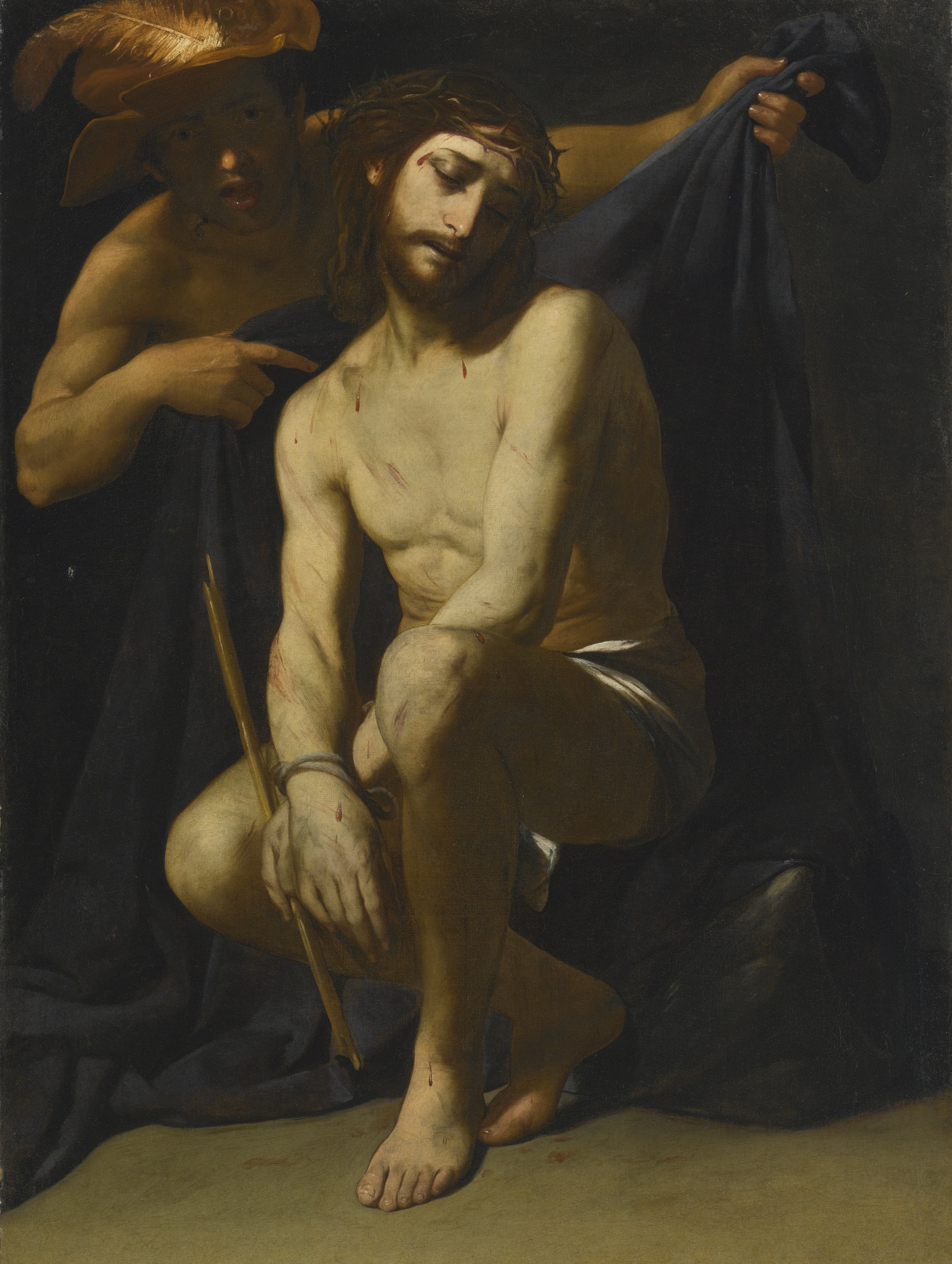
La Dérision du Christ, huile sur toile, collection privée.
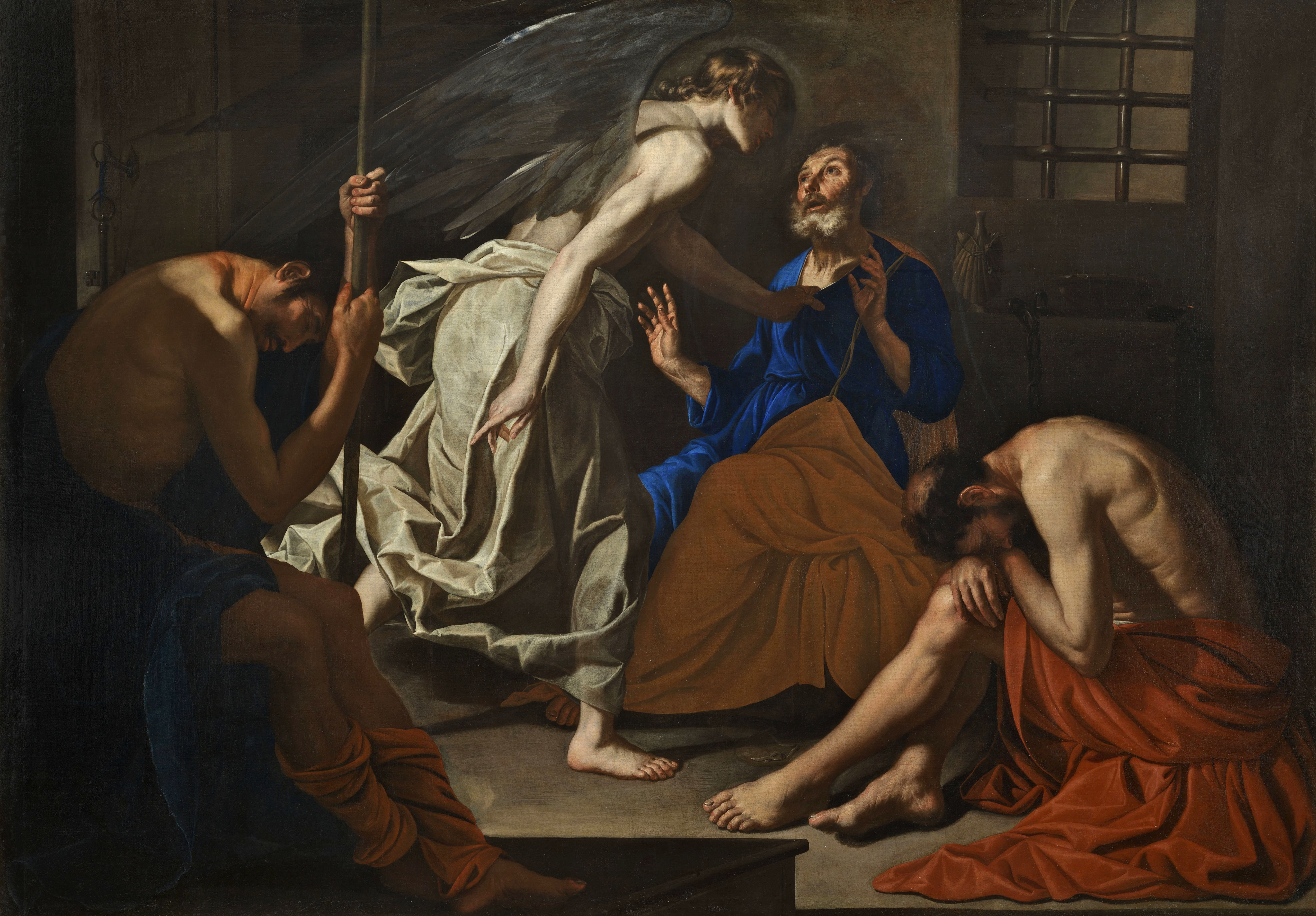
La Libération de saint Pierre, 1640, huile sur toile, 178,5 × 260,5 cm, collection privée.
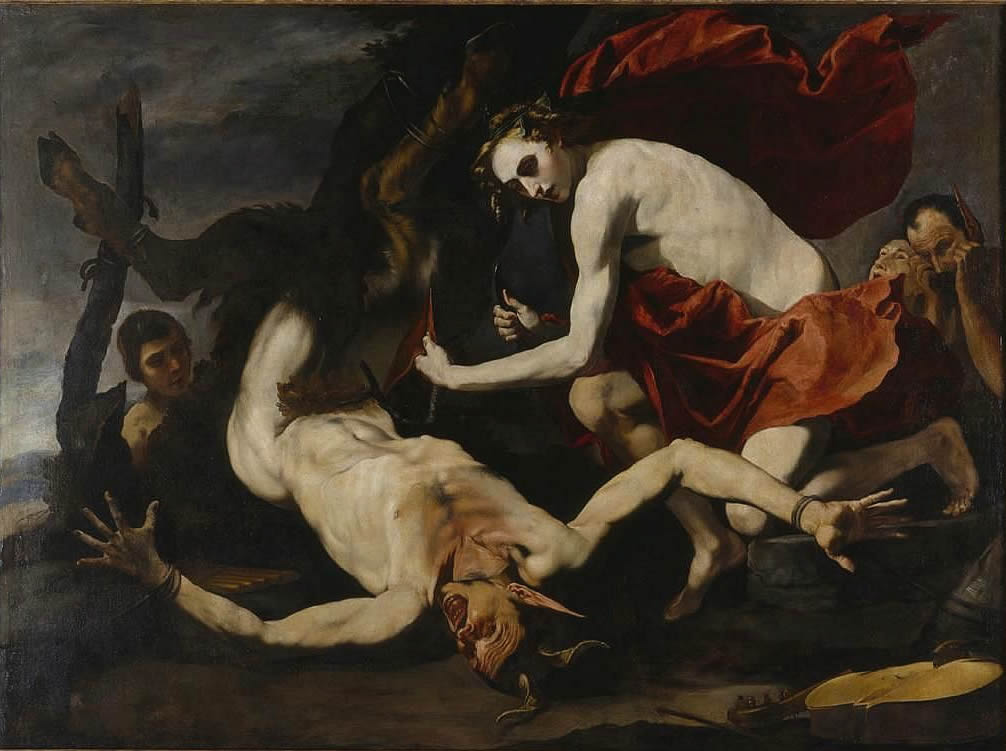
Le supplice de Marsyas, 1637-1640, huile sur toile, Ringling Museum of Art, Sarasota FL, USA.